# Rupt-aux-Nonains
Rupt-aux-Nonains è un comune francese di 371 abitanti situato nel dipartimento della Mosa nella regione del Grand Est.

## Società

### Evoluzione demografica
Abitanti censiti